# Michel de l'Hospital
Michel de l'Hospital (eller l'Hôpital), född 1507, död den 13 mars 1573, var en fransk statsman.
L'Hospital beskyddades till en början av Guiserna, blev president i "kammarrätten" och utövade som sådan en skarp finansiell kontroll. Upphöjd till kansler genom Katarina av Medici genomförde L'Hospital ett flertal reformer, framför allt beträffande domstolsväsendet. Mest känd blev han genom sina försök till en religiös toleranspolitik. 
Religionssamtalet i Poissy 1561 skärpte dock mot L'Hospitals förhoppningar motsatserna och snart blossade hugenottkrigen upp. År 1567 förlorade L'Hôpital också inflytande över Katarina och 1568 måste han dra sig tillbaka och erhöll 1573 formellt avsked. L'Hospital var en av 1500-talets hederligaste och mest framsynta franska statsmän.